# 水上警察
水上警察（すいじょうけいさつ）とは、水上で展開される警察活動又はそれを任務とする組織を指す。沿岸警備隊が設置されている国では、これとの分掌上、内水を所掌することが多いが、活動範囲や業務内容は国や時代によって異なっている。

## 概要
水上における警察活動としては、密輸・密漁等の犯罪の防止、水上交通秩序の維持、事故・災害時等における救助活動等があり、このため水上警察においては、船舶を使用しての警らや、船舶等への立ち入り検査等の活動が、税関や出入国管理機関、沿岸警備隊等の行政機関と連携して実施される。国や時代により、出入国管理や検疫についても所掌するケースがあるが、現在の日本においてはこれらは別個の行政機関が所掌している。
水上での警ら活動等の上で船舶が必要不可欠であり、手漕ぎ通船や小蒸気船、小発動機船等が使用されてきたが、第一次世界大戦後の頃から、欧州諸国やアメリカ合衆国では小型高速艇技術の発達により水上警察活動にもモーターボートが使用されることが増え、次第に日本や中華民国等、当時のアジア諸国にも導入が進んだ。今日では各国で小型高速艇がひろく使用されている。

## 日本

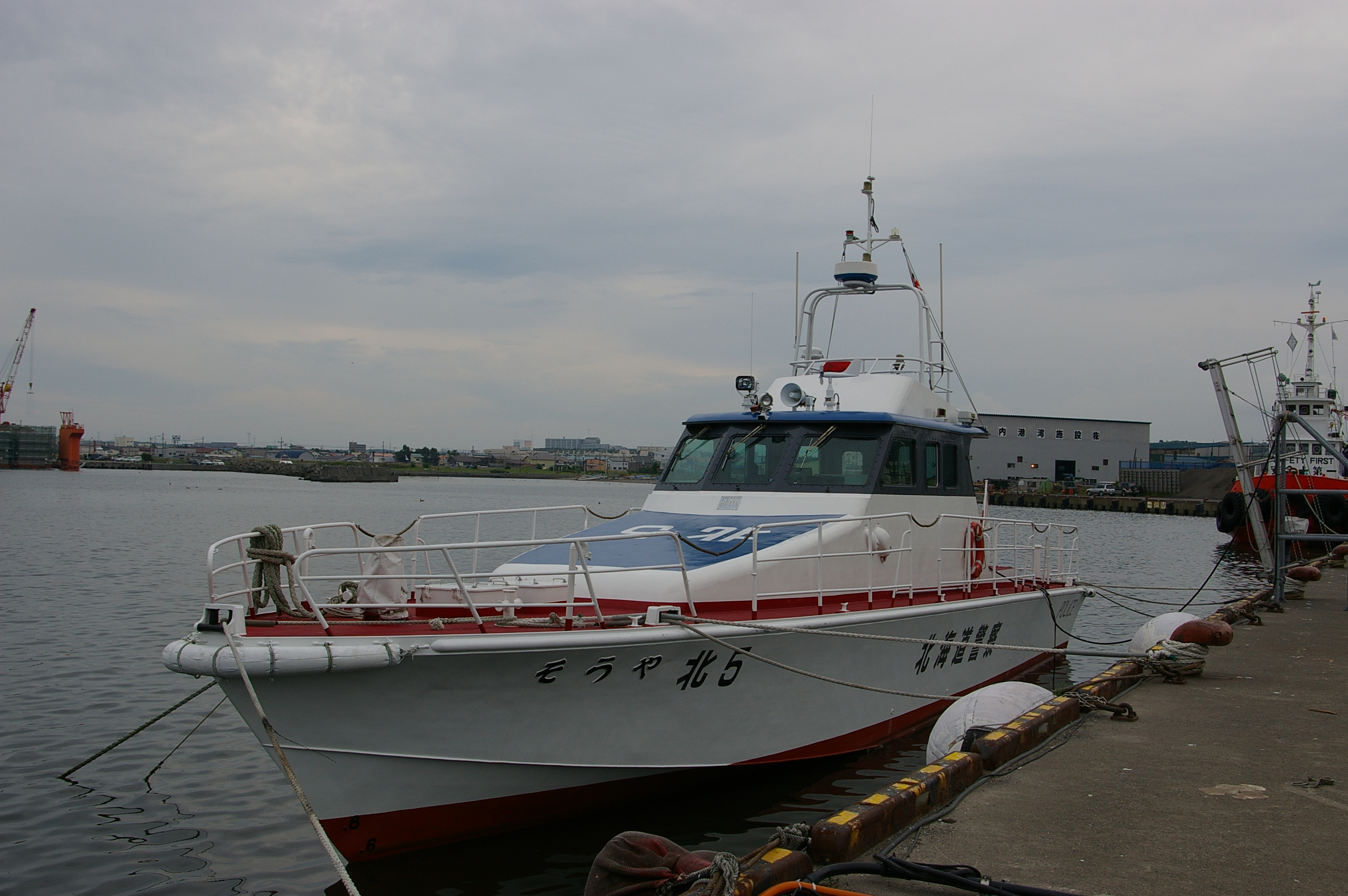
稚内警察署所属警備艇「そうや」

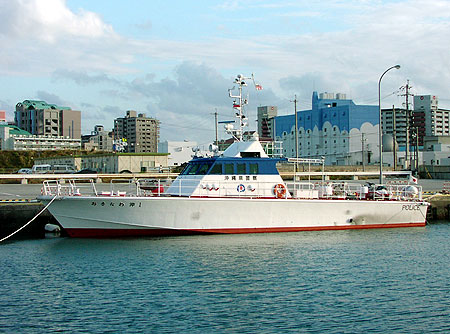
沖縄県警察所属警備艇「おきなわ」

水上警察の業務内容や航行区域は時代によって異なっている。例えば、東京警視本署時代の巡邏船は、船舶や橋梁の警備、停泊船の調査、遭難船の救助、密貿易の取締り、船火事の消火活動など多彩な任務にあたっていた。一方、戦後の日本では、海上警備救難を担当する海上保安庁の巡視船や地方自治体の消防組織の消防艇などに多くの業務が移譲されている。
現代の日本の警察では、警察用船舶の運用は外勤警察の一環とされており、原則的には警察事象の多い水域を管理する警察署（水上警察署など）に配置されて、所定の水域を警邏している。また執行隊として水上警察隊が設置されている場合もある。航行区域としては、最も大型のものでも海岸から20海里までの沿海区域に限られる。海上保安庁との分担としては、一般的には河川と湖は警察、港区外は海上保安庁、港内は両者が協議して担当を決めるが、陸地から目視出来る範囲内での海上は警察になる事が多いとされる。
警察用船舶の乗員は、警察官ではなく、船艇操縦のために採用された専門職員があてられる。ただし乗員のなかには、長年の勤務を通じて警察官に任用される者もいれば、船好きが講じて船艇職員に配置換えされる警察官もいるとされる。東京湾岸警察署の場合、出動の際には、乗員2名に加えて、所要の警察官が搭乗する。誰がどの船に乗るかは一応割り振られているものの、水深など現場の状況によって派遣される船は適宜変更されるため、全員がどの船にも対応できるよう日常的に訓練している。

## アメリカ合衆国

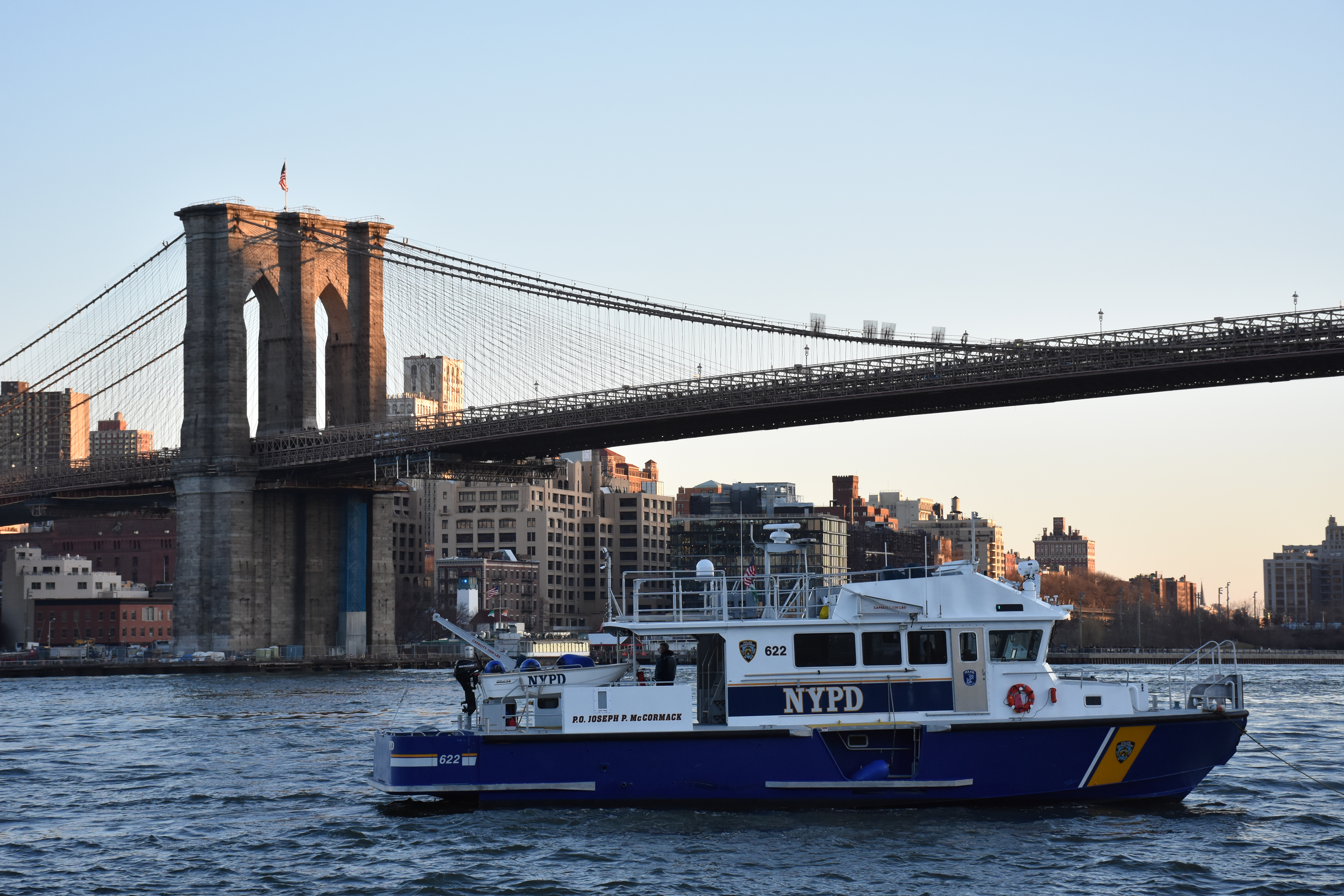
ニューヨーク市警察の622番警備艇「ジョセフ・P・マコーマック巡査」号。船名は、1983年に9月29日にショットガンで撃たれ殉職した、同名の巡査を顕彰する目的で命名された。

アメリカ合衆国でも、海上での法執行は沿岸警備隊が担当しており、警察の舟艇部門は河川や港湾での治安の維持を任務として、外勤部門に設置されていることが多い。
例えばニューヨーク市警察では、特殊作戦部(Special Operations Bureau)隷下に港湾隊(Harbor Unit)を配置し警備艇を運用している。管轄はニューヨーク湾内の港湾水域とハドソン川のニューヨーク市側やイーストリバーなど市内の水域である。警備艇の任務は水難救助や事故対応、テロ対策など。また港湾隊内に潜水隊(SCUBA Team)もあり、人命救助やテロ対策を目的として潜水活動を行っている。

## イギリス

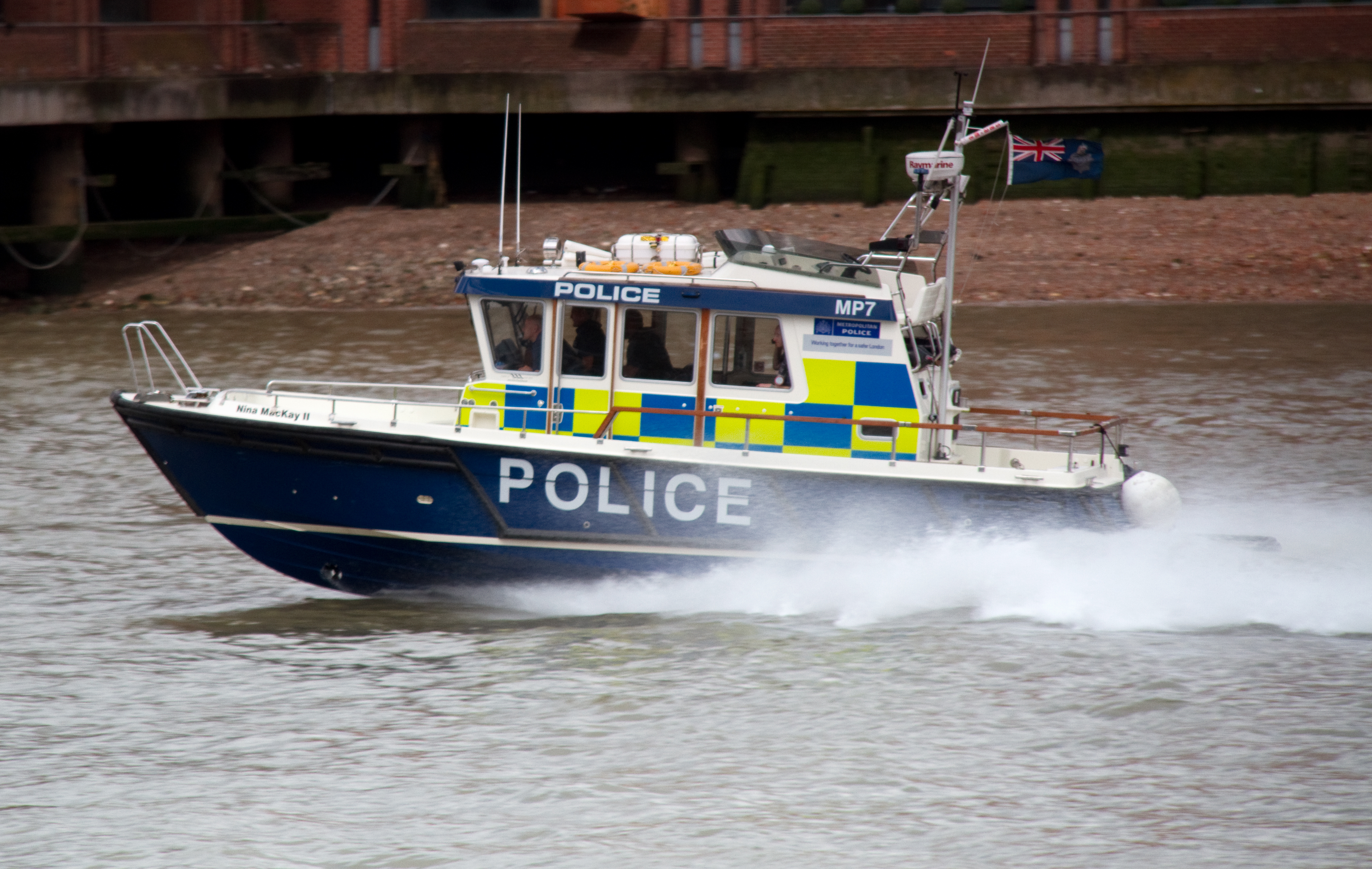
ロンドン警視庁「ニナ・マッケイ」

1798年、コルコーン治安判事 (Patrick Colquhoun) の努力により、テムズ川において、ロンドン橋とタワー橋の間の警戒・警備にあたる組織が設立され、1800年の法律によって正式に河川警察（River Police）として発足した。これはイギリスの警察組織としては最初期のものであった。
コルコーン治安判事は更に進めて、単一の首都警察隊の設置を提唱したが、同時期のナポレオン・ボナパルトのフランス第一帝政における秘密警察体制が連想されたためもあり、この時点では実現しなかった。その後、1829年に首都警察としてロンドン警視庁が成立すると、1839年には、河川警察もその傘下に入った。
管内に河川がある警察は、その警邏や水路の保全などを所掌しているが、河川に港やドック、波止場などがある場合、それらは別の特別警察の所掌となることもある。テムズ川の場合、ティルブリー港 (Port of Tilbury) はティルブリー港湾警察 (Port of Tilbury Police) が所掌しているが、波止場や倉庫のある河川自体は警視庁の海上警察隊 (Metropolitan Police Marine Policing Unit) の管轄であり、そこから河口までは、ケントおよびエセックスの地方警察が河川警察を担当している。
河川担当警察官は河川管理当局が定めた条例の執行にも責任を負っており、不審船舶に乗船して検査する権限を持っている。また河川警察では、遺体や財物回収のための潜水班も編成されている。

## ドイツ

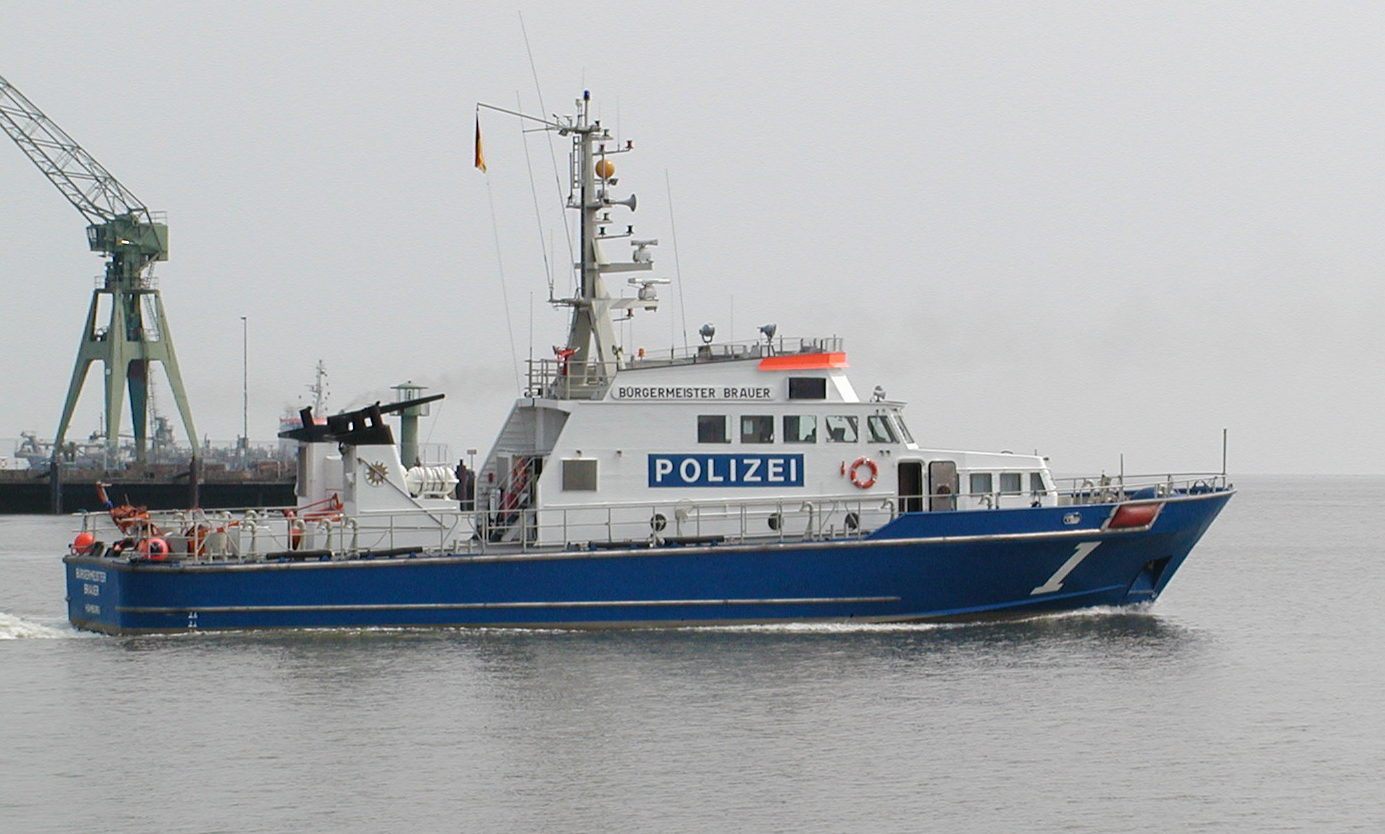
ハンブルク州警察「ビュルガーマイスター・ブラウアー」

ドイツでも、州警察に水上警察（Wasserschutzpolizei、WSP）が設置されて、内水での法執行を担当している。例えばベルリン州警察の場合、方面本部の範囲を超える警備交通警察を所掌する事務統制本部に水上警察が設置されている。
一方、連邦政府の警備警察組織である連邦警察にも海上部隊（Direktionsbereich Bundespolizei See）が設置されているが、こちらは、連邦交通・デジタルインフラ省（BMVI）や連邦財務省（BMF）、連邦食糧・農業省（BMEL）の関連部門とともに、連邦沿岸警備隊（Küstenwache des Bundes）の構成要素となっており、内水に加えて領海・公海上での法執行も担当している。

## その他の各国・地域の水上警察

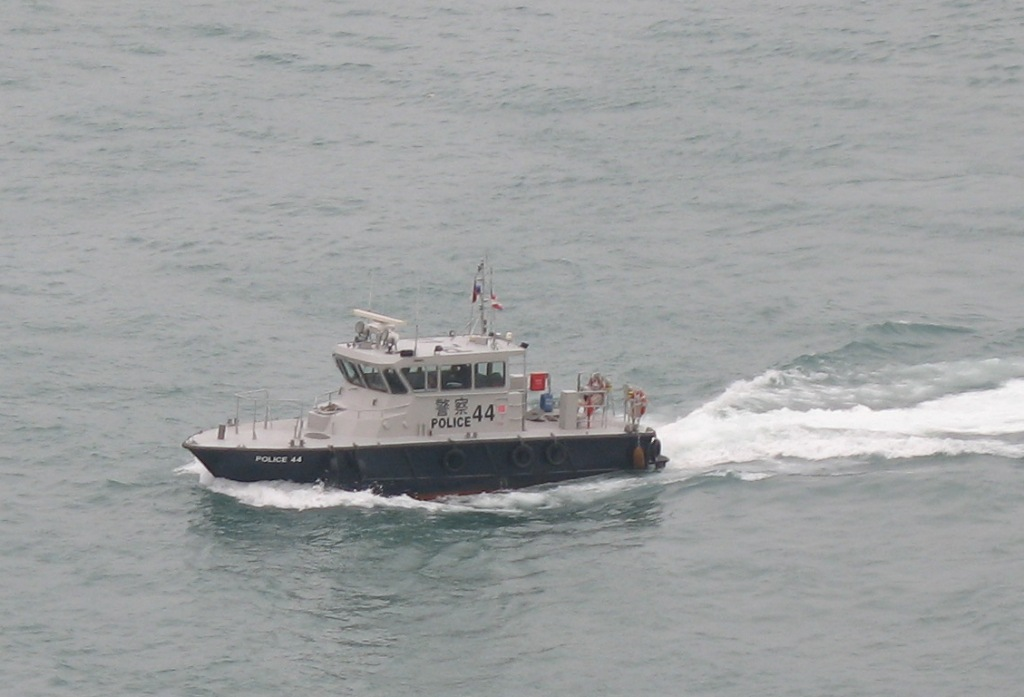
香港警務処所属水警輪44号

- 台湾：水上警察に相当する組織として内政部警政署水上警察局が存在したが、海上警察機構の一元化を図る観点から、2000年1月28日以降、国防部海防司令部、財政部関税総局の取締機構等と統合され、海巡署(沿岸警備隊に相当)となった。
- インドネシア：国家警察本部海上警察局
- タイ：タイ王国水上警察
- 香港：香港警務処(警察)の中に管区の一つとして「水警」(en:Marine Region)が設置されている。
- マケドニア：Macedonian Lake Patrol Police 国境地帯に位置する湖水のパトロール活動を実施。マケドニア軍の下部組織である。